# Telaga Jernih
Telaga Jernih is een bestuurslaag in het regentschap Langkat van de provincie Noord-Sumatra, Indonesië. Telaga Jernih telt 5115 inwoners (volkstelling 2010).